# Église de la Sainte-Trinité de Vanves
L'église de la Sainte-Trinité-et-des-Nouveaux-Martyrs-de-Russie, ou simplement de la Sainte-Trinité, est une église russe orthodoxe du diocèse de Chersonèse au Patriarcat de Moscou. Elle est située rue Michel-Ange à Vanves dans les Hauts-de-Seine, près de Paris. Elle est le siège de la Paroisse Orthodoxe de la Sainte-Trinité et des Saints Nouveaux Martyrs de Russie.

## Historique

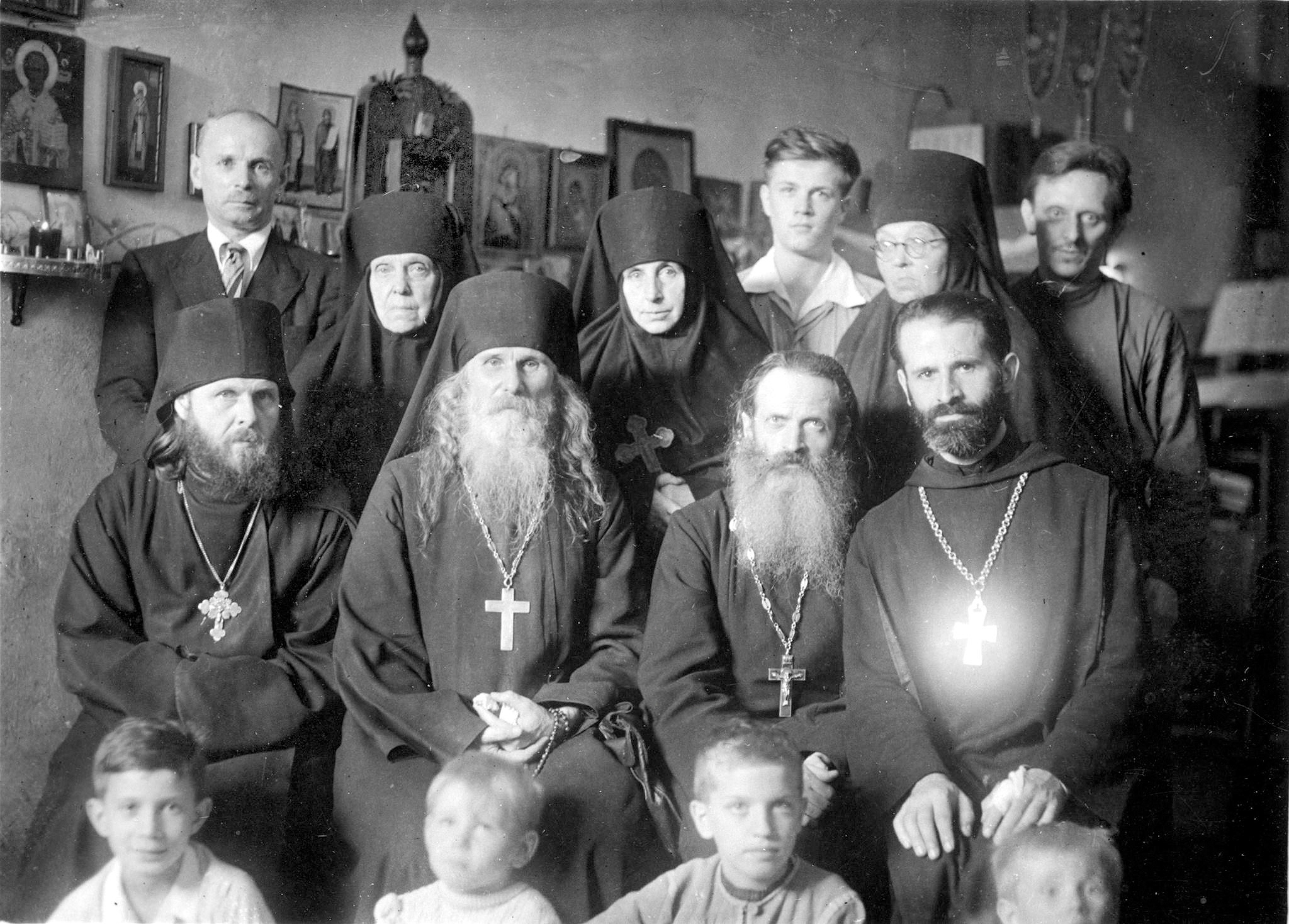
Dans la paroisse de Vanves, à la veille du départ de l'archimandrite Stefan (Svetozarov) en Russie soviétique, septembre 1947.

Une première église été construite par des émigrés russes blancs à partir 1931 et consacrée en 1933. En 1971 la rénovation de l'endroit impose à la paroisse de déménager sur un autre terrain, rue Michel-Ange. La nouvelle église est consacrée peu après, mais doit être reconstruite douze ans après par le père Barsanuphe. Elle a été vouée aussi en 1988 aux nouveaux saints martyrs de Russie, tués en haine de la Foi (In odium fidei) à l'époque bolchévique.
La consécration de la nouvelle église a lieu en 1993 par Mgr Goury Chalimov, évêque du Patriarcat de Moscou pour la France, la Suisse et l'Italie.

## Description

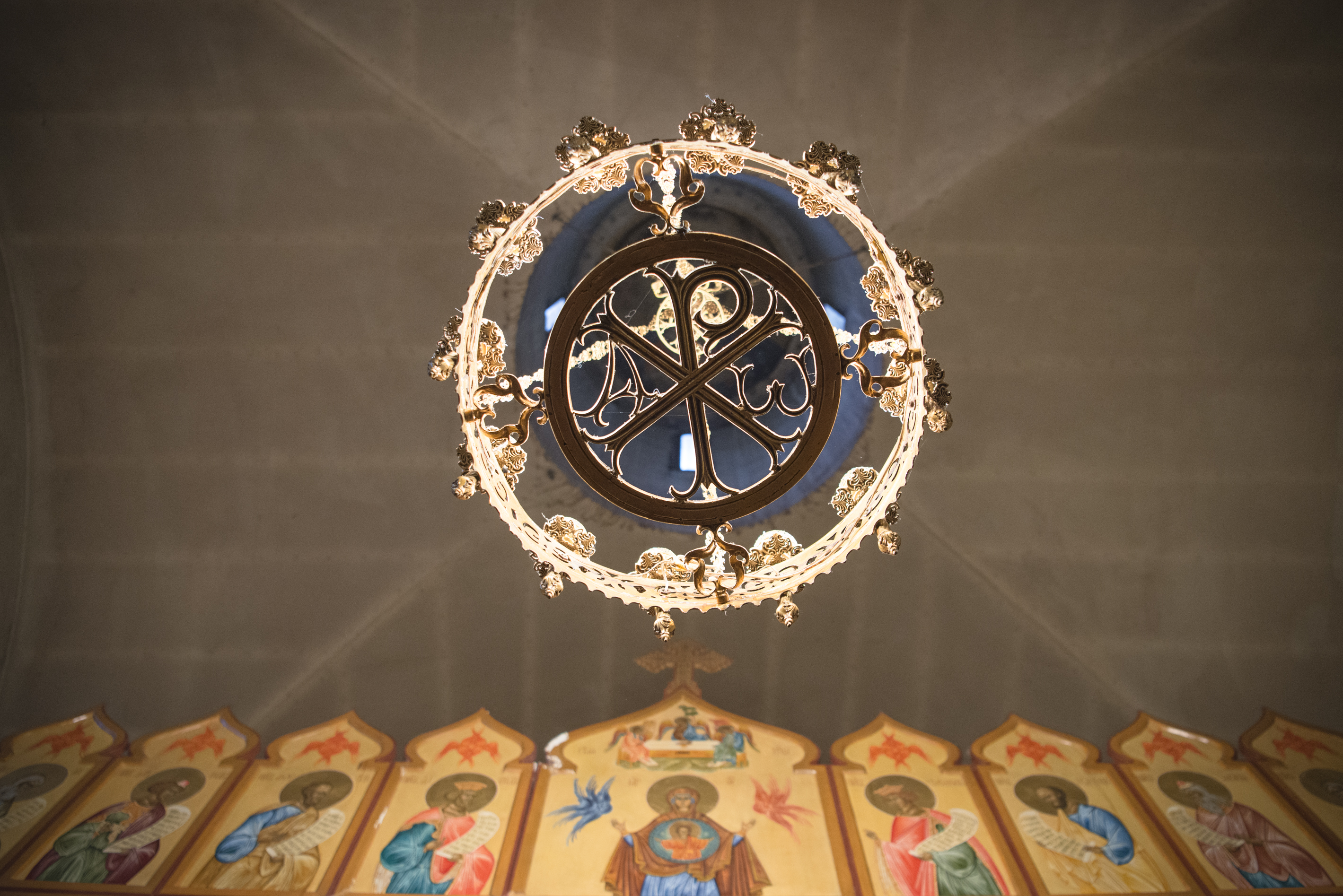
Lustre

Une mosaïque, copie de l'icône de la Trinité de Roublev, surplombe le portail. L'église est surmontée d'une coupole en forme de bulbe dans le style moscovite.

## Pour approfondir